# Dactylorhiza sambucina
Les pastoretes o orquis sambucí (Dactylorhiza sambucina L. Soó 1962) és una planta vascular, una orquídia de la família de les Orchidaceae.
Aquesta orquídia és la flor de la parròquia de Houtskär, un barri de Pargas, municipi de Finlàndia.

## Descripció

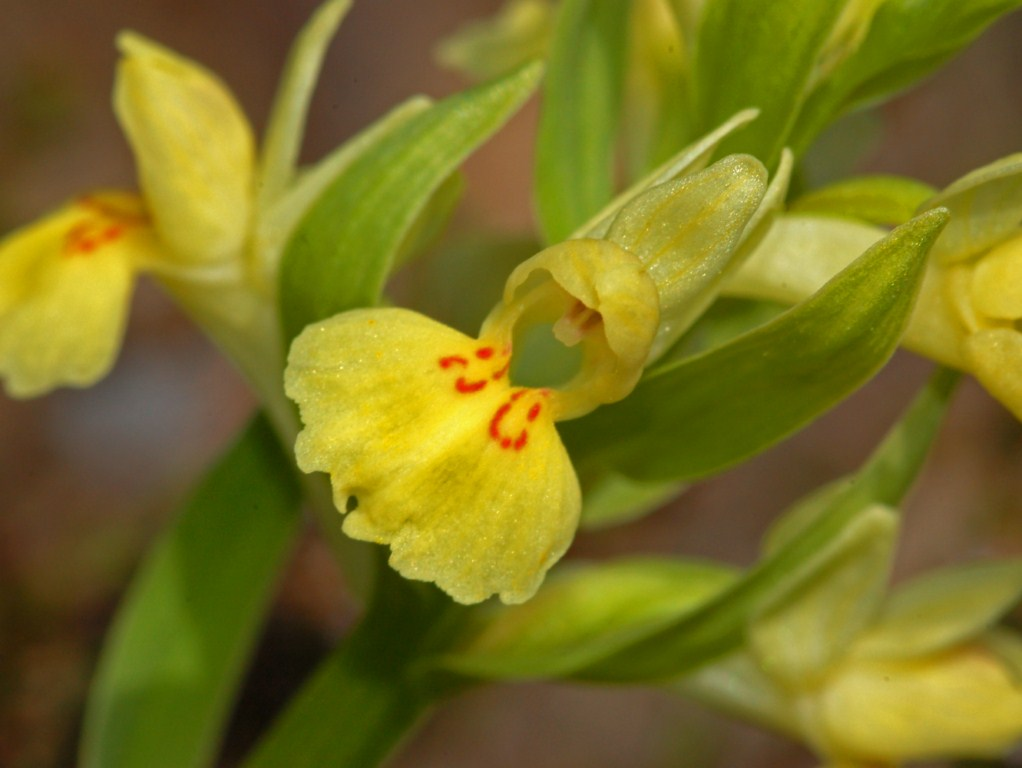

Planta herbàcia perenne tuberosa de tija única glabra de 10 a 30 cm d'alt.
L'arrel és formada per 2 tubercles de fins a 30 x 26 mm, bipartits (una característica del gènere Dactylorhiza).
Les fulles, de 4 a 7 en total, les més baixes són oblongues - obovades o oblanceolades - lineals amb àpex obtús, mentre que les fulles superiors són lanceolades amb àpex agut.

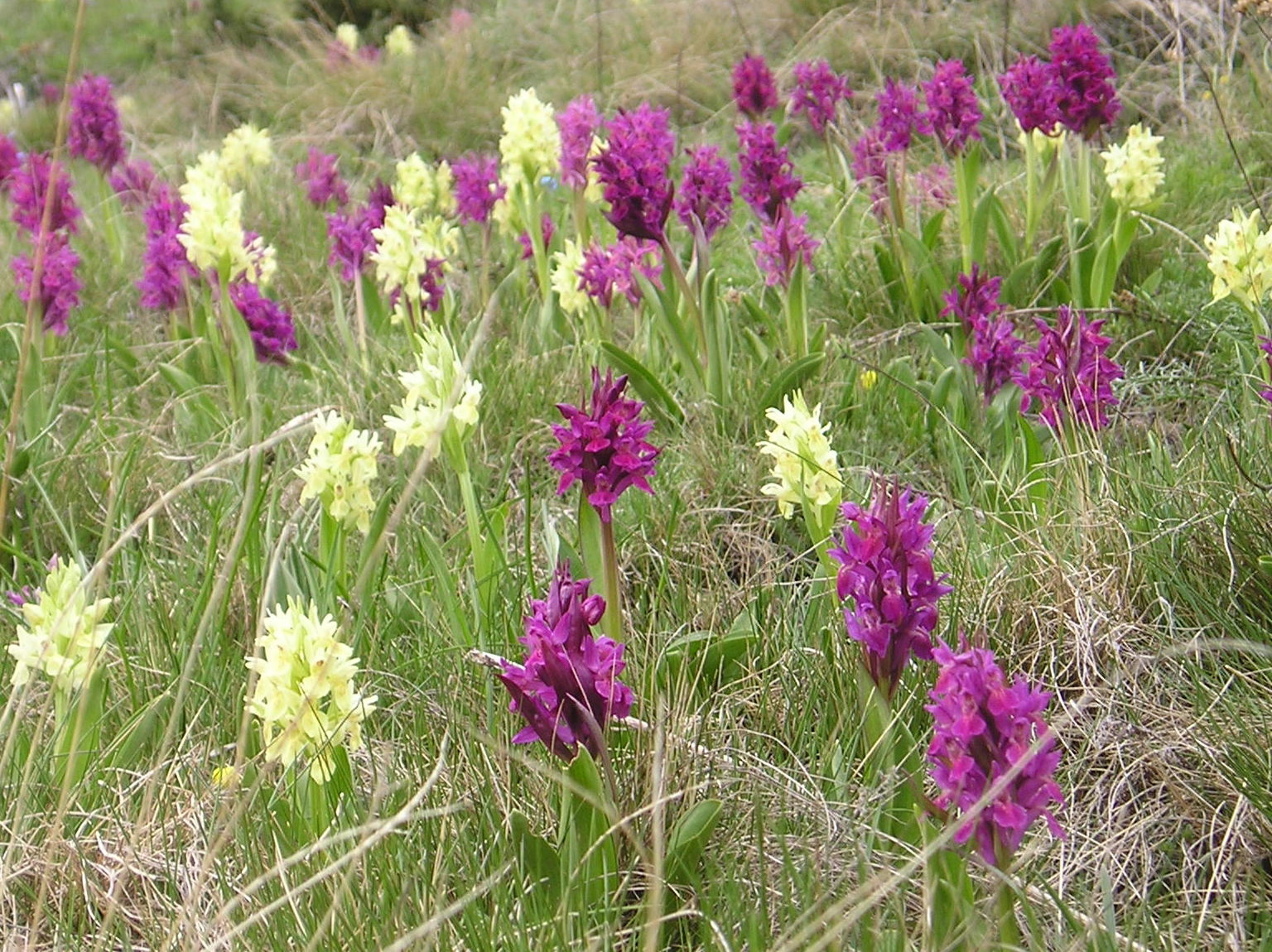
Dactylorhiza sambucina amb ambdues variants de color creixent juntes, a Andorra

Les flors són hermafrodites i irregularment zigomorfes i pentacíclica. El color de la flor varia de groc a magenta o vermell-violeta (a Finlàndia, la forma de color vermell és més comuna que la groga). Molt sovint es presenten ambdues variants de color creixent juntes, rarament es poden trobar individus amb els dos colors clapejats. Mida de flors: 12 - 18 mm., amb un lleu olor de saüc (Sambucus).
La inflorescència és de 5 a 10 centímetres de longitud i es compon de flors recollides en un espessor dens. Les flors creixen en els axials de les bràctees que formen membranes i lanceolades. Les flors apareixen des de mitjans d'abril fins a principis de juliol, les de flors vermelles tendeixen a florir lleugerament abans que les grogues. Les flors són pol·linitzades per insectes borinots del gènere Bombus, que visiten les flors principalment al començament de la floració fins que aprenen a evitar flors indemnes.

## Hàbitat
Aquestes orquídies terrestres es desenvolupen en sòls bàsics i prats humits, vorals de boscos i en àrees on l'arbreda està clarejant, sobre substrats calcaris o silicis, entre els 700-2600 msnm. encara que localment, per exemple, a Uppland, Suècia, també es troben al nivell del mar.
Tenen tubercles geòfits (poden emmagatzemar gran quantitat d'aigua) que els permetin sobreviure en condicions de sequera.
Dactylorhiza sambucina és una espècie bastant excepcional en el gènere Dactylorhiza, del qual la majoria de les espècies es produeixen en pantans i torberes o en boscos.

## Gamma geogràfica
Espècie endèmica europea, present a gairebé a tota l'Europa continental (des del sud d'Escandinàvia fins a la península Ibèrica i els Balcans) i l'oest d'Àsia (nord de Turquia, el Caucas i el mar Caspi). Fora del continent, també està present a Còrsega i a Sicília, manca a Sardenya.
Bastant freqüent i estesa a gran part d'Europa des d'Espanya cap a l'est fins a Finlàndia i Ucraïna. Està absent de les Illes Britàniques, els Països Baixos, els Alps Dinàrics i menys freqüents al costat nord dels Alps, on manca a parts d'Alemanya. A Vorarlberg i al nord del Tirol, està extingida.
Mapa de distribució natural de Dactylorhiza sambucina

## Protecció
Espècie en perill d'extinció localment i estrictament protegida en alguns països: República Txeca, Eslovàquia, Illes Aland a Finlàndia, Suècia, i algunes regions (Alsàcia i Borgonya) a França.